# Фридрих от Саксония (1504 – 1539)
Фридрих от Саксония (на немски: Friedrich von Sachsen; * 15 март 1504 в Дрезден; † 26 февруари 1539 в Дрезден) от Албертинската линия на род Ветини е от 1537 г. наследствен принц на херцогство Саксония.
Той е вторият син на херцог Георг Брадати (1471–1539) и съпругата му Барбара Полска (1478–1534), дъщеря на Кажимеж IV, крал на Полша. Брат е на принц Йохан (1498–1537).
Фридрих е умствено недъгав и след смъртта на по-големия му брат Йохан (1498–1537) става наследствен принц.
Фридрих е оженен на 27 януари 1539 г. в Дрезден за Елизабет фон Мансфелд-Фордерорт (ок. 1516–1541), дъщеря на граф Ернст II фон Мансфелд-Фордерорт и сестра на Петер Ернст I фон Мансфелд. Фридрих умира четири седмици след женитбата си и не оставя деца. Погребан е в княжеската капела в катедралата на Майсен.
Баща му не успява да омъжи вдовицата на Фридрих за своя племенник херцог Мориц.